# Hans Lechner
Hans Lechner – niemiecki strzelec, medalista mistrzostw świata.
Był związany z Norymbergą.
Podczas swojej kariery Hans Lechner zdobył jeden medal na mistrzostwach świata – było to srebro w karabinie dowolnym stojąc z 300 m podczas zawodów w 1902 roku. Lepszy wynik od Niemca osiągnął wyłącznie Emil Kellenberger. Był to pierwszy w historii medal zdobyty przez niemieckiego strzelca na tych zawodach.
Na mistrzostwach świata startował przynajmniej trzykrotnie. Podczas turnieju w 1901 roku zajął z drużyną 6. miejsce w karabinie dowolnym w trzech postawach, osiągając indywidualnie 873 pkt. (leżąc – 287 pkt.; klęcząc i stojąc – 293 pkt.). Rok później Niemcy uplasowali się na 4. miejscu, zaś Lechner uzyskał słabszy wynik łączny – 789 pkt. (leżąc – 257 pkt.; klęcząc – 242 pkt.; stojąc – 296 pkt.). Był także członkiem drużyny niemieckiej na mistrzostwach w 1908 roku, jednak Niemcy zajęli wówczas ostatnie 9. miejsce. Lechner zakończył zawody z rezultatem 857 pkt. (leżąc – 288 pkt.; klęcząc – 277 pkt.; stojąc – 292 pkt.).

## Medale mistrzostw świata
Opracowano na podstawie materiałów źródłowych:
| Mistrzostwa | Konkurencja                   | Wynik    | Miejsce |
| ----------- | ----------------------------- | -------- | ------- |
| Rzym 1902   | Karabin dowolny stojąc, 300 m | 296 pkt. |         |